# Mekana Barnes
Mekana Denai Barnes (Pasadena, 29 ottobre 1986) è un'ex pallavolista statunitense, di ruolo centrale.

## Carriera

### Club
La carriera di Mekana Barnes inizia nei tornei scolastici del Colorado, giocando per la ThunderRidge HS. Dopo il diploma gioca a livello universitario in NCAA Division I, entrando a far parte del programma della Colorado State, dove gioca dal 2004 al 2008, saltando tuttavia la prima annata.
Nella stagione 2010-11 firma il suo primo contratto professionistico nella Superliga Femenina de Voleibol spagnola con il Playas de Benidorm, che tuttavia lascia a metà annata, andando a giocare la Liga de Voleibol Superior Femenino 2011 con le Valencianas de Juncos, dove torna brevemente anche nell'annata successiva; nell'autunno 2011 fa anche un'esperienza come assistente allenatrice alla SUNY Albany. 
Dopo un periodo di inattività, nel campionato 2014-15 si accasa in Slovenia, prendendo parte alla 1. DOL con il Kamnik, con cui conquista lo scudetto e dove conclude la sua carriera da pallavolista.

## Palmarès

### Premi individuali
- 2007 - All-America Third Team